# Абрамово (Березники)
Абрамово (Абрамова) — бывшая деревня, вошедшая в состав города Березники Пермского края.

## География
условная граница Абрамово определена улицами Парижской Коммуны, Свердлова, Бажова, Восточная, Хользунова.

## История
Абрамово основано в 1579 году, является первым русским поселением на территории современного города. В переписи Кайсарова (1624 г.) упомянута как «починок Обрамов на роднике» в один двор. Как деревня известна с XVII в. Жители — крепостные крестьяне Строгановых.
До 1955 года — центр Абрамовского сельсовета, имелась начальная школа. С 1955 года в составе г. Березники. В 1970 г. в микрорайоне насчитывалось 6624 жителей.

## Абрамово I, селище (XI—XIII вв.), памятник археологии краевого значения
Расположено на левом берегу р. Быгель, в 500 м. к востоку от совр. пос. Абрамово (от северной окраины г. Березники). Выявлено в 1976 г. Е. А. Стариковым. Обследовано в 1977—1979 гг. А. Ф. Мельничуком, в 1984 г. — А. М. Белавиным.
Найдены фрагменты сосудов родановской культуры, Волжской Булгарии, бронзовые украшения, железные ножи, стеклянные и каменные бусины, железные шлаки и обломки железных криц.

## Население
По данным XIX — начала XX века, в деревне было 25 дворов, 162 жителя (национальность — русские), занимавшихся хлебопашеством.
В 1925 году в Абрамово насчитывалось 34 дома и 139 жителей.

## Известные люди, связанные с Абрамово
В период с 1925 по 1927 год в Абрамово вместе с семьёй проживал Геннадий Братчиков, будущий разведчик, Герой Советского Союза. Его мать, Татьяна Николаевна, работала учителем в начальной школе Абрамово. Школа располагалась на месте совр. домов № 84 и № 86 по ул. Куйбышева. В этой школе учились младшие дети Братчиковых, а пятиклассник Гена и его старший брат Борис посещали «семилетку» в Усолье.
59°25′02″ с. ш. 56°50′40″ в. д. — место, где располагалась начальная школа Абрамово (позже, до середины 1980-х, в здании был детский сад).